# Терско-горский конно-иррегулярный полк
Терско-горский конно-иррегулярный полк — национальная (туземная) кавалерийская часть (конный полк) Русской императорской армии.

## Формирование
Кавказские горцы активно стали привлекаться к службе в рядах российской армии ещё в ходе Кавказской войны. 30 октября 1860 года было утверждено «Положение» о создании Терского Конно-иррегулярного полка, а 12 июня 1861 года этот полк уже был сформирован. Все чины полка присягали «по своей вере и закону» на верность службе. Формирование этого полка позволило отпустить на Дон два донских казачьих полка, которые несли на Северном Кавказе внутреннюю службу и менялись через каждые три года.

## Состав и комплектование
Полк являлся милиционным формированием и комплектовался из добровольцев. Срок службы в полку ограничен не был. Всадники были разделены на 3 категории, соответственно этому и получали жалованье. Состав каждой сотни был следующий:
- командир сотни (в чине до штабс-капитана регулярной армии или милиции),
- помощник командира (из обер-офицеров),
- 2 юнкера,
- 4 урядника
- 104 всадника.

Поощрительным стимулом для вступления в полк служило и то, что все нижние чины милиции на время службы освобождались от уплаты личной натуральной повинности.
Милиционерам конно-иррегулярного полка было назначено жалование по 10-15 рублей в месяц. Число желающих поступить в милиционеры всегда превышало число вакансий. Некоторые виды наград, помимо почести и славы, давали право на пожизненную пенсию. Офицерам из горцев, служивших в мирное время, давали награды, назначаемые при проявлении геройских поступков в бою. Получивший орден святого Георгия 4-й степени получал пожизненную пенсию 8 рублей в год; 3-й степени — 16 рублей; 2-й степени — 24 рубля, и 1-й степени — 36 рублей в год. В числе 6 сотен Терского
конно-иррегулярного полка было две сотни чеченцев и одна сотня ингушей. Затем к полку прибавили еще 8 сотен временной милиции.

## Расформирование
29 января 1865 года конно-иррегулярный полк был упразднен и образована Терская постоянная милиция. Терский Конно-иррегулярный полк не оправдал своего назначения для власти: по выражению начальника области Д. И. Святополк-Мирского, он был «…дурно составлен». По проекту, представленному Святополк-Мирским, в Терской области были сформированы 12 сотен постоянной милиции. Одновременно с этим был упразднён Терский Конно-иррегулярный полк и туземная временная милиция.